# 摩爾門 (先知)
摩爾門（Mormon）是《摩爾門經》中的一位先知，而這本書也是以他的名字來命名。根據這本書第一頁上的記載以及創始人小斯密約瑟（這本書的翻譯者）所述，摩爾門是最初在金葉片上親手鐫錄下經文的一位歷史學家及先知，而他的經文是透過他的祖先傳下來的。該書內容涵蓋有一千年之久的遠古宗教紀錄，記載著古代美洲大陸的人民的生活及他們對神和耶穌基督的認識。摩爾門這位先知住在大約公元400年時的美洲。